# Sandy Casar
Sandy Casar (2 de febrero de 1979, Mantes-la-Jolie, Yvelines) es un ciclista retirado francés, que compitió de forma profesional desde su debut en 2000 hasta su retirada en 2013. Formó siempre parte del conjunto Française des Jeux.
Destacaba como un ciclista escalador, aunque en los últimos años era frecuente verle en numerosas escapadas, sobre todo en el Tour de Francia, convirtiéndose en un cazador de etapas, ganando tres etapas de Le Grande Boucle en su carrera deportiva.
Entre su palmarés destacan las tres etapas ganadas en el Tour de Francia (años 2007, 2009 y 2010), obtenidas todas ellas formando parte de escapadas, además de la París-Camembert de 2011, la Ruta del Sur de 2005, un sexto puesto en la clasificación general del Giro de Italia 2006 y un segundo puesto en la París-Niza de 2002, siendo el único francés que subió al podio entre los años 2002 y 2009, cuando Sylvain Chavanel acabó tercero.

## Carrera deportiva

### Debut y buenos resultados (2000-2006)
Debutó en el año 2000 y el año de su aparición en el panorama internacional ocurrió en el año 2002, cuando quedó segundo en la París-Niza, a 55 segundos de Alexandre Vinokourov, después de haber realizado buenas etapas (4.º puesto en la cuarta etapa y 8.º en la sexta). Aprovechando su gran estado de forma, semanas después quedó tercero en la París-Camembert, perdiendo el sprint con sus compañeros de escapada Marcus Ljungqvist y Ludovic Turpin. Ese mismo año finalizó quinto en la 15.ª etapa del Tour de Francia y consiguió su primera victoria en una etapa del Circuito Franco-Belga.
En los siguientes dos años, siguió consiguiendo victorias (1.ª etapa de la Vuelta a Suiza y 1.ª etapa del Tour de Poitou-Charentes), además de puesto de honor en las clasificaciones generales, siendo 13.º en el Giro de Italia 2003, 16.º en el Tour de Francia 2004 y 2.º en la Ruta del Sur de 2004. Durante el Tour, llevó durante 10 etapas el maillot blanco como mejor joven de la carrera, debido a que Thomas Voeckler, líder de esta clasificación, también era líder del Tour y no podía vestir ambos maillots. Finalmente acabó como segundo mejor joven, por detrás de Vladimir Karpets. Este último año, consiguió su primera convocatoria con la selección francesa para participar en el Campeonato del Mundo de Verona, pero no pudo finalizar la prueba.
En el año 2005, logró su única victoria de una carrera por etapas en su palmarés, la Ruta del Sur. Esa temporada, se quedó a las puertas de su primera victoria del Tour, quedando segundo en una etapa que ganó David Moncoutié que llegó en solitario, siendo Casar el más veloz del grupo perseguidor que se quedó a 57 segundos de su compatriota.
El siguiente año, volvió a doctorarse como alguien importante para las clasificaciones generales. Comenzó el año finalizando 12.º en la París-Niza, quedando segundo de la clasificación de la regularidad. Su objetivo fue el Giro de Italia y consiguió el sexto puesto de la general a 23 minutos 53 segundos de Ivan Basso, vencedor final.

### Primera victoria del Tour y consagración como hombre fuga (2007-2011)
El 2007, fue el año en el que rompió su maldición y por fin ganó una etapa del Tour de Francia. Sandy ganó a sus tres compañeros de fuga en la meta de Angoulême, al atacarles a falta de 2 kilómetros. Con esta victoria fue el único francés que ganó una etapa en la 94.º edición del Tour. Ese año fue nombrardo como el tercer clasificado de la Bicicleta de Oro Francesa por detrás de Julien Absalon y Christophe Moreau.
A pesar de no conseguir ninguna victoria en el año 2008, consiguió grandes resultados en importantes carreras. Su primer gran puesto, fue el 8.º puesto en la general de la Vuelta al País Vasco, consiguiendo una novena posición en la contrarreloj. Antes de disputar el Tour, fue 6.º en el Tour de Romandía, 22.º en la Volta a Cataluña y 13.º en la Dauphiné Libéré. Como en todas sus participaciones en el Tour, tuvo su oportunidad en una fuga para lograr una victoria, pero finalizó segundo en la 16.ª etapa por detrás de su compatriota Cyril Dessel, en una escapada con hombres de gran nivel como David Arroyo, Yaroslav Popovych y George Hincapie. Con la fuga que protagonizó consiguió recortar tiempo, para finalizar 13.º en la general. Luego participó por primera vez en la Vuelta a España, y a pesar de no conseguir ningún puesto destacable en las etapas, finalizó 19.º.

### Despedida
El 6 de septiembre de 2013 anunció su retirada del ciclismo tras catorce temporadas como profesional y con 34 años de edad.

## Palmarés
| 2002 - 1 etapa del Circuito Franco-Belga 2003 - 1 etapa de la Vuelta a Suiza 2004 - 1 etapa del Tour de Poitou-Charentes 2005 - Ruta del Sur | 2007 - 1 etapa del Tour de Francia - 3.º en la Bicicleta de Oro Francesa 2009 - 1 etapa del Tour de Francia 2010 - 1 etapa del Tour de Francia 2011 - París-Camembert |

## Resultados en Grandes Vueltas y Campeonatos del Mundo
Durante su carrera deportiva consiguió los siguientes puestos en las Grandes Vueltas y en los Campeonatos del Mundo en carretera:
| Carrera         | Carrera         | 2000 | 2001 | 2002 | 2003  | 2004 | 2005 | 2006 | 2007 | 2008 | 2009 | 2010 | 2011 | 2012 | 2013 |
| --------------- | --------------- | ---- | ---- | ---- | ----- | ---- | ---- | ---- | ---- | ---- | ---- | ---- | ---- | ---- | ---- |
|                 | Giro de Italia  | —    | —    | —    | 13.º  | —    | 81.º | 6.º  | —    | —    | —    | —    | —    | 25.º | Ab.  |
|                 | Tour de Francia | —    | —    | 83.º | 111.º | 16.º | 29.º | 68.º | 71.º | 13.º | 10.º | 25.º | 27.º | 22.º | —    |
|                 | Vuelta a España | —    | —    | —    | —     | —    | —    | —    | —    | 19.º | Ab.  | —    | —    | —    | —    |
| Mundial en Ruta | Mundial en Ruta | —    | —    | —    | —     | Ab.  | —    | —    | Ab.  | Ab.  | —    | —    | —    | —    | —    |

—: no participa

Ab.: abandono

## Equipos
- Française des Jeux (2000-2013)